# 존 테이트 (권투 선수)

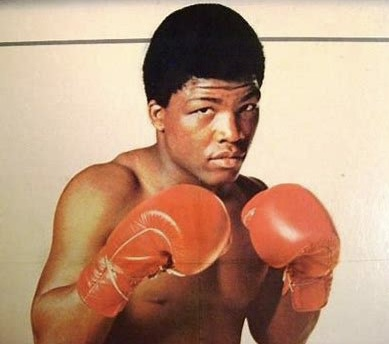

존 테이트(John Tate, 1955년 1월 29일 ~ 1998년 4월 9일)는 미국의 프로 복서였으며 1979년부터 1980년까지 WBA 헤비급 챔피언십을 차지했다. 아마추어로서 그는 1976년 하계 올림픽 헤비급 부문에서 동메달을 획득했다.

## 아마추어 경력
"빅 존" 테이트(6피트 4인치 또는 193센티미터의 키로 인해 이름이 지어짐)는 1976년 몬트리올 하계 올림픽에서 동메달을 획득했지만, 준결승전에서 올림픽 복싱 전설 테오필로 스티벤손에게 패했다.

## 프로 경력
테이트는 1977년에 프로로 전향하여 높은 순위의 경쟁자인 듀에인 보빅, 베르나르도 메르카도, 칼리 크노에체를 제압하며 일련의 주목할만한 승리를 거두었다. 그는 1979년 10월 20일 게리 코에치를 결정으로 꺾고 그해 여름 타이틀을 포기한 무하마드 알리의 뒤를 이어 빈 WBA 타이틀을 획득했다. 크노에체 및 코에치와의 테이트의 경기는 남아프리카 공화국의 아파르트헤이트에서 열렸으며 후자는 80,000명의 팬을 확보했다.